# 杜尚·巴尔托维奇
杜尚·巴尔托维奇（1944年3月4日—2020年4月1日），斯洛伐克男子足球运动员，场上位置是中场。他曾代表捷克斯洛伐克国奥队参加1968年夏季奥林匹克运动会足球比赛，获得第九名。